# Catalá Fútbol Club
El Catalá Fútbol Club (o Català Sport Club) fue el primer equipo de fútbol que se fundó en la ciudad de Barcelona.

## Historia
Fue creado el 21 de octubre de 1899 en el gimnasio Tolosa, de Jaume Vila i Capdevila. Jaume Vila fue el primer presidente; Víctor Paniagua, secretario; Miquel Valdés, tesorero; Manuel Mir, capitán; y Guillem Busquets, subcapitán. Jugaba sus partidos en el Velódromo de la Bonanova y sus colores eran el azul y el blanco.
El Catalá FC quería promocionar el deporte local y solo admitía jugadores catalanes en el equipo, aunque al cabo de dos meses de su fundación, ya aceptaba jugadores extranjeros. Joan Gamper, suizo, quiso ingresar al club, pero fue rechazado, lo cual motivó la fundación del Fútbol Club Barcelona. 
El Catalá FC y el FC Barcelona mantuvieron una fuerte rivalidad a principios del siglo XX. Destacó la polémica por ver cuál sería el club decano de la ciudad de Barcelona. La polémica quedó resuelta a favor del FC Barcelona, inscrito antes en el Registro Civil, ya que el FC Catalá no lo fue hasta mediados de diciembre.
El equipo desapareció durante los años 20 del mismo siglo.